# Formel-1-Weltmeisterschaft 1992
Die Formel-1-Weltmeisterschaft 1992 war die 43. Saison der Formel-1-Weltmeisterschaft. Sie wurde über 16 Rennen in der Zeit vom 1. März 1992 bis zum 8. November 1992 ausgetragen.
Das dominierende Team war Williams, dessen Fahrer zehn von 16 Großen Preisen gewannen. Fünf Rennen vor Schluss der Saison beim Großen Preis von Ungarn wurde Nigel Mansell vorzeitig zum einzigen Mal in seiner Karriere Weltmeister. Insgesamt stellte Mansell folgende Rekorde auf: Zu Beginn der Saison gewann er fünf Rennen in Folge, 14 Mal fuhr er Bestzeit im Qualifying und gewann insgesamt neun Große Preise. Williams wurde zum fünften Mal Konstrukteursweltmeister.

## Änderungen 1992

### Rennstrecken
Wie im Jahr zuvor, wurden 16 Weltmeisterschaftsläufe abgehalten. Erstmals seit 1950 gab es kein Rennen in den USA mehr. An die Stelle des Großen Preises der USA trat der Große Preis von Südafrika, der erstmals seit 1985 wieder ausgetragen wurde. Er fand auf dem Kyalami Grand Prix Circuit statt, der seit dem letzten Formel-1-Rennen 1985 erheblich umgebaut worden war. Damit gastierte die Formel 1 1992 auf jedem der fünf Kontinente mit mindestens einem Weltmeisterschaftslauf.
Weitere Umstellungen des Rennkalenders betrafen den Großen Preis von Spanien, der aus dem Herbst ins Frühjahr verlegt wurde. Ebenso wurde der Große Preis von Mexiko verlegt, der nun anstatt im Sommer bereits als zweites Saisonrennen stattfand.

### Technisches Reglement
Die technischen Vorgaben blieben im Vergleich zum Vorjahr 1991 nahezu unverändert. Zugelassen waren Fahrzeuge mit einem Mindestgewicht von 505 kg, antriebsseitig waren Saugmotoren mit einem Hubraum von höchstens 3.500 cm³ und maximal zwölf Zylindern vorgeschrieben. Die einzige wesentliche Regeländerung betraf das Benzin: Leistungssteigernde Zusätze, die in der Vorsaison einen Gewinn von bis zu 50 PS brachten, waren nahezu vollständig verboten; der Treibstoff musste qualitativ handelsüblichem Tankstellenbenzin entsprechen. Beim Großen Preis von Ungarn führte die FIA erstmals umfangreiche Kontrollen durch. Hier verstießen 14 von 16 Teams gegen die Vorgaben.

### Reifen
Der italienische Reifenhersteller Pirelli beendete nach Ablauf der Vorsaison sein dreijähriges Formel-1-Engagement. 1992 erhielten daraufhin alle Teams Reifen von Goodyear.

### Teams
Zu Saisonbeginn waren 16 Teams gemeldet, drei von ihnen stellten vor Ablauf der Saison den Rennbetrieb ein.
Das französische Team Larrousse war vor Ende 1991 mit dem Sportwagenhersteller Venturi eine Verbindung eingegangen und trat in der Saison 1992 unter der Bezeichnung Venturi Larrousse an. Venturi gab allerdings wegen wirtschaftlicher Schwierigkeiten die Beteiligung an dem Rennstall bereits im Spätsommer 1992 wieder auf. Larrousses neuer Investor, die französische Comstock Investment, entpuppte sich wenige Tage nach der öffentlichen Vorstellung als betrügerisches Unternehmen, das von einem mehrfachen Mörder namens Klaus Walz geführt wurde.
Das mit Lamborghini in Verbindung stehende Modena Team, das im Vorjahr keinen Weltmeisterschaftspunkt erreicht hatte, trat 1992 nicht mehr an.
Auch der Name Coloni erschien nach vier Jahren in der Formel 1 nicht mehr. Andrea Sassetti übernahm einige Bestandteile des Rennstalls und meldete sein in Ancona ansässiges Team Andrea Moda Formula als Coloni-Nachfolger. Die FIA teilte diese Sicht nicht. Sie war der Ansicht, dass Andrea Moda Formula ein neues Team war, und schloss den Rennstall, der die für neue Teams obligatorische Sicherheitsgebühr nicht hinterlegt hatte, vor dem ersten Rennen des Jahres von der Weltmeisterschaft aus. Später kam es zu einer Einigung, in deren Folge Andrea Moda Formula wieder zur Weltmeisterschaft zugelassen wurde. Nach zahlreichen Skandalen erfolgte allerdings vor dem Großen Preis von Belgien ein weiterer, nunmehr auf Art. 166 des Reglements gestützter Ausschluss mit der Begründung, dass Andrea Moda geeignet sei, die Formel 1 in Misskredit zu bringen. Auch in anderen Bereichen setzte sich das bereits 1991 zu verzeichnende Teamsterben fort. Im Laufe des Jahres stellten Brabham und Fondmetal den Betrieb ein. March hielt ungeachtet großer finanzieller Schwierigkeiten bis zum letzten Saisonrennen durch, gab danach aber ebenfalls auf.

### Motoren
Die seit 1988 bestehende Partnerschaft zwischen McLaren und Honda ging 1992 in ihr vorerst letztes Jahr; nach Ablauf der Saison 1992 stellte Honda das werksseitige Formel-1-Engagement ein und überließ die Bereitstellung von Rennmotoren dem Tochterunternehmen Mugen. Dort entstanden bereits 1992 die Kundenmotoren für das als Footwork antretende Arrows-Team. Es gab ferner eine Reihe neuer Motorenpartnerschaften: Tyrrell bezog, nachdem die Beziehung zu Honda nur ein Jahr gedauert hatte, 1992 erstmals Triebwerke von Ilmor, und Brabham wechselte zu Judd-Motoren, während die im Vorjahr genutzten Zwölfzylindertriebwerke von Yamaha nunmehr von Jordan genutzt wurden. Die Scuderia Italia übernahm von Minardi die Rolle des Ferrari-Kundenteams, während Minardi Zwölfzylindermotoren von Lamborghini erhielt. Jene Motoren hatten im Vorjahr das nun nicht mehr antretende Modena Team und Ligier verwendet. Ligier wiederum erhielt in diesem Jahr mit Unterstützung des französischen Sportministeriums endlich die lange ersehnten Renault-Motoren, die bislang exklusiv an das Spitzenteam Williams geliefert worden waren.

### Technische Innovation
Ferrari setzte im F92A auf das erfolgversprechende aerodynamische Konzept eines doppelten Fahrzeugbodens, bei dem der Luftstrom unter dem eigentlichen Chassis durch eine Bodenplatte von der Wechselwirkung mit dem Streckenbelag abgeschirmt wurde. Diese Entwicklung war in der Theorie vielversprechend, stellte sich aber in der Praxis als problematisch heraus und wurde nach der Saison daher nicht weiter verfolgt.

### Fahrer
Während die Spitzenteams Williams und McLaren ihre Fahrerbesetzungen unverändert ließen, ersetzte Ferrari den bisherigen Spitzenfahrer Alain Prost durch Ivan Capelli. Bei Benetton wurde Michael Schumacher der Spitzenfahrer; an seiner Seite fuhr der routinierte Martin Brundle, der im Vorjahr für Brabham gefahren war. Dieser ersetzte Nelson Piquet, der seine Formel-1-Karriere nach 14 Jahren beendete.
Brabham meldete mit Giovanna Amati erstmals seit 1980 (Desiré Wilson für Brands Hatch Racing) wieder eine weibliche Cockpitbesetzung. Amati wurde im Frühjahr 1992 nach drei verpassten Qualifikationen durch den Williams-Testfahrer Damon Hill ersetzt, der hier sein Formel-1-Debüt gab.
Neben Amati und Hill wurden 1992 sechs weitere Fahrer erstmals zu einem Formel-1-Rennen gemeldet: Andrea Chiesa (Fondmetal), Paul Belmondo und Emanuele Naspetti (jeweils March), Christian Fittipaldi (Minardi), Ukyō Katayama (Venturi Larrousse) und Perry McCarthy (Andrea Moda). McCarthy und Amati waren die einzigen Debütanten, die sich nicht zu einem Rennen qualifizieren konnten.
Jan Lammers kehrte im Herbst 1992 nach einer zehnjährigen Unterbrechung in die Formel 1 zurück (March).

## Teams und Fahrer
| Foto             | Team                           | Chassis                                  | Motor               | Reifen | Nr.               | Stammfahrer          | Rennen     | Test-/ Ersatzfahrer               |
| ---------------- | ------------------------------ | ---------------------------------------- | ------------------- | ------ | ----------------- | -------------------- | ---------- | --------------------------------- |
| McLaren MP4/7    | Honda Marlboro McLaren         | McLaren MP4/6B McLaren MP4/7A            | Honda 3.5 V12       | G      | 1                 | Ayrton Senna         | 1–16       | Mark Blundell                     |
| McLaren MP4/7    | Honda Marlboro McLaren         | McLaren MP4/6B McLaren MP4/7A            | Honda 3.5 V12       | G      | 2                 | Gerhard Berger       | 1–16       | Mark Blundell                     |
|                  | Tyrrell Racing Organisation    | Tyrrell 020B                             | Ilmor 3.5 V10       | G      | 3                 | Olivier Grouillard   | 1–16       | n/a                               |
| 4                | Tyrrell Racing Organisation    | Tyrrell 020B                             | Ilmor 3.5 V10       | G      | Andrea de Cesaris | 1–16                 |            | n/a                               |
| Williams FW14B   | Canon Williams Team            | Williams FW14B                           | Renault 3.5 V10     | G      | 5                 | Nigel Mansell        | 1–16       | Damon Hill                        |
| Williams FW14B   | Canon Williams Team            | Williams FW14B                           | Renault 3.5 V10     | G      | 6                 | Riccardo Patrese     | 1–16       | Damon Hill                        |
| Brabham BT60B    | Motor Racing Developments Ltd. | Brabham BT60B                            | Judd 3.5 V10        | G      | 7                 | Eric van de Poele    | 1–10       | n/a                               |
| Brabham BT60B    | Motor Racing Developments Ltd. | Brabham BT60B                            | Judd 3.5 V10        | G      | 8                 | Giovanna Amati       | 1–3        | n/a                               |
| Brabham BT60B    | Motor Racing Developments Ltd. | Brabham BT60B                            | Judd 3.5 V10        | G      | 8                 | Damon Hill           | 4–11       | n/a                               |
| Footwork FA13    | Footwork Mugen Honda           | Footwork FA13                            | Mugen-Honda 3.5 V10 | G      | 9                 | Michele Alboreto     | 1–16       | n/a                               |
| Footwork FA13    | Footwork Mugen Honda           | Footwork FA13                            | Mugen-Honda 3.5 V10 | G      | 10                | Aguri Suzuki         | 1–16       | n/a                               |
| Lotus 102D       | Team Lotus                     | Lotus 102D Lotus 107                     | Ford HB 3.5 V8      | G      | 11                | Mika Häkkinen        | 1–16       | Olivier Beretta                   |
| Lotus 102D       | Team Lotus                     | Lotus 102D Lotus 107                     | Ford HB 3.5 V8      | G      | 12                | Johnny Herbert       | 1–16       | Olivier Beretta                   |
| Fondmetal GR01   | Fondmetal                      | Fondmetal GR01 Fondmetal GR02            | Ford HB 3.5 V8      | G      | 14                | Andrea Chiesa        | 1–10       | n/a                               |
| Fondmetal GR01   | Fondmetal                      | Fondmetal GR01 Fondmetal GR02            | Ford HB 3.5 V8      | G      | 14                | Eric van de Poele    | 11–13      | n/a                               |
| Fondmetal GR01   | Fondmetal                      | Fondmetal GR01 Fondmetal GR02            | Ford HB 3.5 V8      | G      | 15                | Gabriele Tarquini    | 1–13       | n/a                               |
|                  | March F1                       | March CG911B                             | Ilmor 3.5 V10       | G      | 16                | Karl Wendlinger      | 1–14       | Giovanni Lavaggi                  |
| Jan Lammers      | March F1                       | March CG911B                             | Ilmor 3.5 V10       | G      | 16                | 15, 16               |            | Giovanni Lavaggi                  |
| 17               | March F1                       | March CG911B                             | Ilmor 3.5 V10       | G      | Paul Belmondo     | 1–11                 |            | Giovanni Lavaggi                  |
| 17               | March F1                       | March CG911B                             | Ilmor 3.5 V10       | G      | Emanuele Naspetti | 12–16                |            | Giovanni Lavaggi                  |
| Benetton B192    | Camel Benetton Ford            | Benetton B191B Benetton B192             | Ford HB 3.5 V8      | G      | 19                | Michael Schumacher   | 1–16       | Perry McCarthy Alessandro Zanardi |
| Benetton B192    | Camel Benetton Ford            | Benetton B191B Benetton B192             | Ford HB 3.5 V8      | G      | 20                | Martin Brundle       | 1–16       | Perry McCarthy Alessandro Zanardi |
| Dallara BMS192   | Scuderia Italia SpA            | Dallara BMS192                           | Ferrari 3.5 V12     | G      | 21                | JJ Lehto             | 1–16       | n/a                               |
| Dallara BMS192   | Scuderia Italia SpA            | Dallara BMS192                           | Ferrari 3.5 V12     | G      | 22                | Pierluigi Martini    | 1–16       | n/a                               |
| Minardi M191L    | Minardi Team                   | Minardi M191B Minardi M191L Minardi M192 | Lamborghini 3.5 V12 | G      | 23                | Christian Fittipaldi | 1–8, 12–16 | n/a                               |
| Minardi M191L    | Minardi Team                   | Minardi M191B Minardi M191L Minardi M192 | Lamborghini 3.5 V12 | G      | 23                | Alessandro Zanardi   | 9–11       | n/a                               |
| Minardi M191L    | Minardi Team                   | Minardi M191B Minardi M191L Minardi M192 | Lamborghini 3.5 V12 | G      | 24                | Gianni Morbidelli    | 1–16       | n/a                               |
|                  | Ligier Gitanes Blondes         | Ligier JS37                              | Renault 3.5 V10     | G      | 25                | Thierry Boutsen      | 1–16       | Alain Prost                       |
| 26               | Ligier Gitanes Blondes         | Ligier JS37                              | Renault 3.5 V10     | G      | Érik Comas        | 1–16                 |            | Alain Prost                       |
| Ferrari F92A     | Scuderia Ferrari SpA           | Ferrari F92A Ferrari F92AT               | Ferrari 3.5 V12     | G      | 27                | Jean Alesi           | 1–16       | Nicola Larini Gianni Morbidelli   |
| Ferrari F92A     | Scuderia Ferrari SpA           | Ferrari F92A Ferrari F92AT               | Ferrari 3.5 V12     | G      | 28                | Ivan Capelli         | 1–14       | Nicola Larini Gianni Morbidelli   |
| Ferrari F92A     | Scuderia Ferrari SpA           | Ferrari F92A Ferrari F92AT               | Ferrari 3.5 V12     | G      | 28                | Nicola Larini        | 15, 16     | Nicola Larini Gianni Morbidelli   |
| Venturi LC92     | Central Park Venturi Larrousse | Venturi LC92                             | Lamborghini 3.5 V12 | G      | 29                | Bertrand Gachot      | 1–16       | n/a                               |
| Venturi LC92     | Central Park Venturi Larrousse | Venturi LC92                             | Lamborghini 3.5 V12 | G      | 30                | Ukyō Katayama        | 1–16       | n/a                               |
| Jordan 192       | Sasol Jordan Yamaha            | Jordan 192                               | Yamaha 3.5 V12      | G      | 32                | Stefano Modena       | 1–16       | n/a                               |
| Jordan 192       | Sasol Jordan Yamaha            | Jordan 192                               | Yamaha 3.5 V12      | G      | 33                | Maurício Gugelmin    | 1–16       | n/a                               |
| Andrea Moda S921 | Andrea Moda Formula            | Coloni C4B Andrea Moda S921              | Judd 3.5 V10        | G      | 34                | Alex Caffi           | 1, 2       | n/a                               |
| Andrea Moda S921 | Andrea Moda Formula            | Coloni C4B Andrea Moda S921              | Judd 3.5 V10        | G      | 34                | Roberto Moreno       | 3–7, 9–12  | n/a                               |
| Andrea Moda S921 | Andrea Moda Formula            | Coloni C4B Andrea Moda S921              | Judd 3.5 V10        | G      | 35                | Enrico Bertaggia     | 1, 2       | n/a                               |
| Andrea Moda S921 | Andrea Moda Formula            | Coloni C4B Andrea Moda S921              | Judd 3.5 V10        | G      | 35                | Perry McCarthy       | 4–6, 9–12  | n/a                               |

## Rennkalender
| Nr. | Datum         | Grand Prix (Strecke)         | Distanz (km) | Sieger                              | Zweiter                             | Dritter                             | Pole- Position                      | Schnellste Rennrunde                | Gesamtführender Fahrer           | Gesamtführender Konstrukteur |
| --- | ------------- | ---------------------------- | ------------ | ----------------------------------- | ----------------------------------- | ----------------------------------- | ----------------------------------- | ----------------------------------- | -------------------------------- | ---------------------------- |
| 01  | 1. März       | Südafrika (Midrand)          | 306,792      | Nigel Mansell (Williams-Renault)    | Riccardo Patrese (Williams-Renault) | Ayrton Senna (McLaren-Honda)        | Nigel Mansell (Williams-Renault)    | Nigel Mansell (Williams-Renault)    | Nigel Mansell (Williams-Renault) | Williams-Renault             |
| 02  | 22. März      | Mexiko (Mexiko-Stadt)        | 305,049      | Nigel Mansell (Williams-Renault)    | Riccardo Patrese (Williams-Renault) | Michael Schumacher (Benetton-Ford)  | Nigel Mansell (Williams-Renault)    | Gerhard Berger (McLaren-Honda)      | Nigel Mansell (Williams-Renault) | Williams-Renault             |
| 03  | 5. April      | Brasilien (São Paulo)        | 307,075      | Nigel Mansell (Williams-Renault)    | Riccardo Patrese (Williams-Renault) | Michael Schumacher (Benetton-Ford)  | Nigel Mansell (Williams-Renault)    | Riccardo Patrese (Williams-Renault) | Nigel Mansell (Williams-Renault) | Williams-Renault             |
| 04  | 3. Mai        | Spanien (Montmeló)           | 308,555      | Nigel Mansell (Williams-Renault)    | Michael Schumacher (Benetton-Ford)  | Jean Alesi (Ferrari)                | Nigel Mansell (Williams-Renault)    | Nigel Mansell (Williams-Renault)    | Nigel Mansell (Williams-Renault) | Williams-Renault             |
| 05  | 17. Mai       | San Marino (Imola)           | 302,400      | Nigel Mansell (Williams-Renault)    | Riccardo Patrese (Williams-Renault) | Ayrton Senna (McLaren-Honda)        | Nigel Mansell (Williams-Renault)    | Riccardo Patrese (Williams-Renault) | Nigel Mansell (Williams-Renault) | Williams-Renault             |
| 06  | 31. Mai       | Monaco (Monte Carlo)         | 259,584      | Ayrton Senna (McLaren-Honda)        | Nigel Mansell (Williams-Renault)    | Riccardo Patrese (Williams-Renault) | Nigel Mansell (Williams-Renault)    | Nigel Mansell (Williams-Renault)    | Nigel Mansell (Williams-Renault) | Williams-Renault             |
| 07  | 14. Juni      | Kanada (Montréal)            | 305,670      | Gerhard Berger (McLaren-Honda)      | Michael Schumacher (Benetton-Ford)  | Jean Alesi (Ferrari)                | Ayrton Senna (McLaren-Honda)        | Gerhard Berger (McLaren-Honda)      | Nigel Mansell (Williams-Renault) | Williams-Renault             |
| 08  | 5. Juli       | Frankreich (Magny-Cours)     | 293,250      | Nigel Mansell (Williams-Renault)    | Riccardo Patrese (Williams-Renault) | Martin Brundle (Benetton-Ford)      | Nigel Mansell (Williams-Renault)    | Nigel Mansell (Williams-Renault)    | Nigel Mansell (Williams-Renault) | Williams-Renault             |
| 09  | 12. Juli      | Großbritannien (Silverstone) | 308,334      | Nigel Mansell (Williams-Renault)    | Riccardo Patrese (Williams-Renault) | Martin Brundle (Benetton-Ford)      | Nigel Mansell (Williams-Renault)    | Nigel Mansell (Williams-Renault)    | Nigel Mansell (Williams-Renault) | Williams-Renault             |
| 10  | 26. Juli      | Deutschland (Hockenheim)     | 306,675      | Nigel Mansell (Williams-Renault)    | Ayrton Senna (McLaren-Honda)        | Michael Schumacher (Benetton-Ford)  | Nigel Mansell (Williams-Renault)    | Riccardo Patrese (Williams-Renault) | Nigel Mansell (Williams-Renault) | Williams-Renault             |
| 11  | 16. August    | Ungarn (Mogyoród)            | 305,536      | Ayrton Senna (McLaren-Honda)        | Nigel Mansell (Williams-Renault)    | Gerhard Berger (McLaren-Honda)      | Riccardo Patrese (Williams-Renault) | Nigel Mansell (Williams-Renault)    | Nigel Mansell (Williams-Renault) | Williams-Renault             |
| 12  | 30. August    | Belgien (Spa-Francorchamps)  | 305,360      | Michael Schumacher (Benetton-Ford)  | Nigel Mansell (Williams-Renault)    | Riccardo Patrese (Williams-Renault) | Nigel Mansell (Williams-Renault)    | Michael Schumacher (Benetton-Ford)  | Nigel Mansell (Williams-Renault) | Williams-Renault             |
| 13  | 13. September | Italien (Monza)              | 307,400      | Ayrton Senna (McLaren-Honda)        | Martin Brundle (Benetton-Ford)      | Michael Schumacher (Benetton-Ford)  | Nigel Mansell (Williams-Renault)    | Nigel Mansell (Williams-Renault)    | Nigel Mansell (Williams-Renault) | Williams-Renault             |
| 14  | 27. September | Portugal (Estoril)           | 308,850      | Nigel Mansell (Williams-Renault)    | Gerhard Berger (McLaren-Honda)      | Ayrton Senna (McLaren-Honda)        | Nigel Mansell (Williams-Renault)    | Ayrton Senna (McLaren-Honda)        | Nigel Mansell (Williams-Renault) | Williams-Renault             |
| 15  | 25. Oktober   | Japan (Suzuka)               | 310,792      | Riccardo Patrese (Williams-Renault) | Gerhard Berger (McLaren-Honda)      | Martin Brundle (Benetton-Ford)      | Nigel Mansell (Williams-Renault)    | Nigel Mansell (Williams-Renault)    | Nigel Mansell (Williams-Renault) | Williams-Renault             |
| 16  | 8. November   | Australien (Adelaide)        | 306,180      | Gerhard Berger (McLaren-Honda)      | Michael Schumacher (Benetton-Ford)  | Martin Brundle (Benetton-Ford)      | Nigel Mansell (Williams-Renault)    | Michael Schumacher (Benetton-Ford)  | Nigel Mansell (Williams-Renault) | Williams-Renault             |

## Rennberichte

### Großer Preis von Südafrika
| Platz | Fahrer           | Team             | Zeit        |
| ----- | ---------------- | ---------------- | ----------- |
| 1     | Nigel Mansell    | Williams-Renault | 1:36:45,320 |
| 2     | Riccardo Patrese | Williams-Renault | + 24,360    |
| 3     | Ayrton Senna     | McLaren-Honda    | + 34,675    |
| PP    | Nigel Mansell    | Williams-Renault | 1:15,486    |
| SR    | Nigel Mansell    | Williams-Renault | 1:17,578    |

Der Große Preis von Südafrika auf dem Kyalami Grand Prix Circuit fand am 1. März 1992 statt und ging über 72 Runden à 4,261 km, was einer Gesamtdistanz von 306,792 km entspricht.
Am Donnerstag vor dem Rennen fand ein Akklimatisationstraining statt, damit die Piloten die Rennstrecke, die für die meisten von ihnen unbekannt war, kennenlernen konnten. Weil Andrea Moda Formula nach den Akklimatisationsrunden von der Weltmeisterschaft ausgeschlossen wurde, war eine Vorqualifikation nicht nötig. Im Training dominierte Nigel Mansell im Williams FW14B. Er belegte die Poleposition. Dabei war eine Dreiviertelsekunde schneller als der zweitplatzierte Ayrton Senna und eineinhalb Sekunden schneller als sein Teamkollege Riccardo Patrese, der auf Startplatz vier kam.
Das Rennen war arm an Überholmanövern. Kurz nach dem Start gelang es Patrese, sowohl an Gerhard Berger als auch an Senna vorbeizuziehen und dadurch gemeinsam mit Mansell eine Doppelführung für Williams herzustellen, die bis ins Ziel Bestand hatte. Mansell gewann das Rennen, ohne in Zweikämpfe verwickelt zu sein, vor Patrese und Senna.

### Großer Preis von Mexiko
| Platz | Fahrer             | Team             | Zeit        |
| ----- | ------------------ | ---------------- | ----------- |
| 1     | Nigel Mansell      | Williams-Renault | 1:31:53,587 |
| 2     | Riccardo Patrese   | Williams-Renault | + 12,971    |
| 3     | Michael Schumacher | Benetton-Ford    | + 21,429    |
| PP    | Nigel Mansell      | Williams-Renault | 1:16,346    |
| SR    | Gerhard Berger     | McLaren-Honda    | 1:17,711    |

Der Große Preis von Mexiko auf dem Autódromo Hermanos Rodríguez fand am 22. März 1992 statt und ging über 69 Runden à 4,421 km, was einer Gesamtdistanz von 305,049 km entspricht.
Nach dem Qualifikationstraining, dem erneut keine Vorqualifikation vorausging, belegten die Williams-Piloten Nigel Mansell und Riccardo Patrese die erste Startreihe. Beide hatten eine nahezu eine Sekunde schnellere Rundenzeit absolviert als der drittplatzierte Michael Schumacher.
Das Rennen gewannen die Williams-Fahrer Mansell und Patrese vor Schumacher, der hier die erste Podiumsplatzierung seiner Formel-1-Karriere erreichte.

### Großer Preis von Brasilien
| Platz | Fahrer             | Team             | Zeit        |
| ----- | ------------------ | ---------------- | ----------- |
| 1     | Nigel Mansell      | Williams-Renault | 1:36:51,856 |
| 2     | Riccardo Patrese   | Williams-Renault | + 29,330    |
| 3     | Michael Schumacher | Benetton-Ford    | + 1 Runde   |
| PP    | Nigel Mansell      | Williams-Renault | 1:15,703    |
| SR    | Riccardo Patrese   | Williams-Renault | 1:19,490    |

Der Große Preis von Brasilien auf dem Autódromo José Carlos Pace fand am 5. April 1992 statt und ging über 71 Runden à 4,325 km, was einer Gesamtdistanz von 307,075 km entspricht.
Die Meldung von Andrea Moda Formula machte erstmals in diesem Jahr eine Vorqualifikation erforderlich. Nach der Qualifikation belegten wiederum die Williams-Piloten die ersten zwei Startplätze. Nigel Mansells Rundenzeit lag 2,2 Sekunden unter der des drittplatzierten Ayrton Senna.
Im Rennen gelang Mansell kein guter Start, sodass er sich gegen Michael Schumacher und Senna verteidigen musste, während sein Teamkollege Riccardo Patrese in Führung ging. Im Laufe des Rennens lieferten sich Patrese und Mansell, ohne von nachfolgenden Fahrern bedroht zu sein, einen Kampf um die Spitzenposition, der letztlich zugunsten Mansells ausging. Im Verfolgerfeld gab es zahlreiche Positionskämpfe zwischen Schumacher und Senna. Senna fiel mit einem technischen Defekt aus, Schumacher belegte ein weiteres Mal den dritten Platz. Auf Rang vier und fünf lagen die Ferrari-Piloten Jean Alesi und Ivan Capelli. Michele Alboreto, der im Footwork die Vorqualifikation bestanden hatte, kam auf dem sechsten Platz ins Ziel.

### Großer Preis von Spanien
| Platz | Fahrer             | Team             | Zeit        |
| ----- | ------------------ | ---------------- | ----------- |
| 1     | Nigel Mansell      | Williams-Renault | 1:56:10,674 |
| 2     | Michael Schumacher | Benetton-Ford    | + 23,914    |
| 3     | Jean Alesi         | Ferrari          | + 26,462    |
| PP    | Nigel Mansell      | Williams-Renault | 1:20,190    |
| SR    | Nigel Mansell      | Williams-Renault | 1:42,503    |

Der Große Preis von Spanien auf dem Circuit de Catalunya in Barcelona fand am 3. Mai 1992 statt und ging über 65 Runden.
Nigel Mansell ging wiederum von der Poleposition aus ins Rennen, das bei regnerischem Wetter stattfand. Im Laufe des Rennens fielen elf Fahrer durch Dreher aus, unter ihnen Ayrton Senna und Riccardo Patrese. Mansell fuhr ungefährdet als Sieger ins Ziel, gefolgt von Michael Schumacher, der hier sein bislang bestes Ergebnis in einem Formel-1-Rennen erzielte, und Jean Alesi. Michele Alboreto wurde Fünfter. Er erzielte damit für sein Team Footwork das beste Ergebnis der Saison.

### Großer Preis von San Marino
| Platz | Fahrer           | Team             | Zeit        |
| ----- | ---------------- | ---------------- | ----------- |
| 1     | Nigel Mansell    | Williams-Renault | 1:28:40,927 |
| 2     | Riccardo Patrese | Williams-Renault | + 9,451     |
| 3     | Ayrton Senna     | McLaren-Honda    | + 48,984    |
| PP    | Nigel Mansell    | Williams-Renault | 1:21,842    |
| SR    | Riccardo Patrese | Williams-Renault | 1:26,100    |

Der Große Preis von San Marino auf dem Autodromo Enzo e Dino Ferrari in Imola fand am 17. Mai 1992 statt und ging über 60 Runden.
Nigel Mansell, der zum fünften Mal in Folge die Poleposition innehatte, fuhr einen Start-Ziel-Sieg heraus, den sein Teamkollege Riccardo Patrese auf Platz zwei ergänzte. Es war der vierte Williams-Doppelsieg in dieser Saison.

### Großer Preis von Monaco
| Platz | Fahrer           | Team             | Zeit        |
| ----- | ---------------- | ---------------- | ----------- |
| 1     | Ayrton Senna     | McLaren-Honda    | 1:50:59,372 |
| 2     | Nigel Mansell    | Williams-Renault | + 0,215     |
| 3     | Riccardo Patrese | Williams-Renault | + 31,843    |
| PP    | Nigel Mansell    | Williams-Renault | 1:19,495    |
| SR    | Nigel Mansell    | Williams-Renault | 1:21,598    |

Der Große Preis von Monaco auf dem Circuit de Monaco fand am 31. Mai 1992 statt und ging über 78 Runden.
Das Training dominierte erneut Nigel Mansell, der nahezu eine Sekunde schneller war als sein Teamkollege Riccardo Patrese. Im Rennen führte Mansell lange vor Ayrton Senna. Durch einen außerplanmäßigen Boxenstopp fiel Mansell in Runde 71 hinter Senna zurück. Mansell konnte auf Senna aufschließen, es gelang ihm aber in den verbleibenden acht Runden trotz neuer Reifen nicht, ihn zu überholen. Senna gewann zum fünften Mal den Großen Preis von Monaco und stellte damit den Rekord von Graham Hill ein. Es war der erste Sieg eines nicht für Williams fahrenden Piloten in dieser Saison.

### Großer Preis von Kanada
| Platz | Fahrer             | Team          | Zeit        |
| ----- | ------------------ | ------------- | ----------- |
| 1     | Gerhard Berger     | McLaren-Honda | 1:37:08,299 |
| 2     | Michael Schumacher | Benetton-Ford | + 12,401    |
| 3     | Jean Alesi         | Ferrari       | + 1:07,327  |
| PP    | Ayrton Senna       | McLaren-Honda | 1:19,775    |
| SR    | Gerhard Berger     | McLaren-Honda | 1:22,325    |

Der Große Preis von Kanada auf dem Circuit Gilles-Villeneuve in Montreal fand am 14. Juni 1992 statt und ging über eine Distanz von 69 Runden.
 Mit Ayrton Senna nahm erstmals in diesem Jahr ein anderer Fahrer als Nigel Mansell die Poleposition ein. Im Rennen führte Senna von der ersten bis zur 37. Runde, danach fiel er infolge eines Elektrikdefekts aus. Mansell war bereits zuvor durch einen Fahrfehler ausgeschieden, als er in Runde 14 erfolglos versucht hatte, Senna zu überholen. Nach Sennas Ausfall übernahm sein Teamkollege Gerhard Berger die Führung, die er ungefährdet ins Ziel rettete. Karl Wendlinger kam im unterlegenen March CG911B als Vierter ins Ziel und fuhr damit die ersten Weltmeisterschaftspunkte seiner Formel-1-Karriere ein. Es war zugleich die letzte Positionierung in den Punkterängen für sein Team March.

### Großer Preis von Frankreich
| Platz | Fahrer           | Team             | Zeit        |
| ----- | ---------------- | ---------------- | ----------- |
| 1     | Nigel Mansell    | Williams-Renault | 1:38:08,459 |
| 2     | Riccardo Patrese | Williams-Renault | + 46,447    |
| 3     | Martin Brundle   | Benetton-Ford    | + 1:12,579  |
| PP    | Nigel Mansell    | Williams-Renault | 1:13,864    |
| SR    | Nigel Mansell    | Williams-Renault | 1:17,070    |

Der Große Preis von Frankreich auf dem Circuit de Nevers Magny-Cours fand am 5. Juli 1992 statt und ging über eine Distanz von 69 Runden.
Andrea Moda Formula nahm nicht teil, sodass keine Vorqualifikation erforderlich war. Im Qualifikationstraining dominierten wieder die beiden Williams-Fahrer, die 1,8 (Nigel Mansell) bzw. 1,3 Sekunden (Riccardo Patrese) schneller waren als der drittplatzierte Ayrton Senna. Am Renntag regnete es. Gestartet wurde auf nasser Piste und bereits in der ersten Runde fielen vier Fahrer – unter ihnen Ayrton Senna – nach Kollisionen bzw. Fahrfehlern aus. Die Führung übernahm Riccardo Patrese. Wegen zunehmenden Regens wurde das Rennen nach 18 Runden unterbrochen. Beim Neustart behauptete Patrese zunächst die Führung, ließ aber nach einem Zweikampf, einer Stallorder folgend, seinem Teamkollegen Mansell den Vortritt. Der dritte Platz ging an den Benetton-Piloten Martin Brundle, der hier die erste Podiumsplatzierung in seiner Formel-1-Karriere erreichte.

### Großer Preis von Großbritannien
| Platz | Fahrer           | Team             | Zeit        |
| ----- | ---------------- | ---------------- | ----------- |
| 1     | Nigel Mansell    | Williams-Renault | 1:25:42,991 |
| 2     | Riccardo Patrese | Williams-Renault | + 39,094    |
| 3     | Martin Brundle   | Benetton-Ford    | + 48,395    |
| PP    | Nigel Mansell    | Williams-Renault | 1:18,965    |
| SR    | Nigel Mansell    | Williams-Renault | 1:22,539    |

Der Große Preis von Großbritannien auf dem Silverstone Circuit fand am 12. Juli 1992 statt und ging über eine Distanz von 59 Runden.
Die Poleposition ging wiederum an Nigel Mansell, der in einer Runde nahezu zwei Sekunden schneller war als sein Teamkollege Riccardo Patrese. Auf der letzten Startposition stand Graham Hills Sohn Damon im Brabham BT60B, der sich nach fünf erfolglosen Versuchen hier erstmals für ein Formel-1-Rennen qualifiziert hatte. Im Rennen führte Mansell nahezu ununterbrochen, der den Großen Preis vor Patrese gewann. Dritter wurde wie schon beim vorangegangenen Rennen Martin Brundle; der lange Zeit hinter ihm liegende Ayrton Senna fiel sechs Runden vor Schluss infolge eines Technikdefekts aus.

### Großer Preis von Deutschland
| Platz | Fahrer             | Team             | Zeit        |
| ----- | ------------------ | ---------------- | ----------- |
| 1     | Nigel Mansell      | Williams-Renault | 1:18:23,032 |
| 2     | Ayrton Senna       | McLaren-Honda    | + 4,500     |
| 3     | Michael Schumacher | Benetton-Ford    | + 34,462    |
| PP    | Nigel Mansell      | Williams-Renault | 1:37,960    |
| SR    | Riccardo Patrese   | Williams-Renault | 1:41,591    |

Der Große Preis von Deutschland auf dem Hockenheimring fand am 26. Juli 1992 statt und ging über eine Distanz von 45 Runden. Nigel Mansell und Riccardo Patrese belegten die erste Startreihe. Mansell gewann das Rennen. Auf dem Hockenheimring erzielte er den 8. Sieg in diesem Jahr. Damit stellte er den 1988 von Ayrton Senna aufgestellten Rekord der meisten Siege in einer Saison ein. Patrese lag in der zweiten Hälfte des Rennens auf Platz drei hinter Senna. Bei einem Versuch, Senna in der letzten Runde zu überholen, drehte er sich ins Aus. Aufgrund der zurückgelegten Distanz wurde Patrese als Achter gewertet.

### Großer Preis von Ungarn
| Platz | Fahrer           | Team             | Zeit        |
| ----- | ---------------- | ---------------- | ----------- |
| 1     | Ayrton Senna     | McLaren-Honda    | 1:49:12,796 |
| 2     | Nigel Mansell    | Williams-Renault | + 40,139    |
| 3     | Gerhard Berger   | McLaren-Honda    | + 50,782    |
| PP    | Riccardo Patrese | Williams-Renault | 1:15,476    |
| SR    | Nigel Mansell    | Williams-Renault | 1:18,308    |

Der Große Preis von Ungarn auf dem Hungaroring fand am 16. August 1992 statt und ging über eine Distanz von 77 Runden.
Er war das letzte Rennen für das finanziell angeschlagene Brabham-Team, das hier aus wirtschaftlichen Gründen nur noch mit einem Fahrer (Damon Hill) antrat und in der darauf folgenden Woche nach 30 Jahren und 402 Formel-1-Läufen den Rennbetrieb einstellte. Ungeachtet dessen war nach wie vor eine Vorqualifikation nötig, in der allerdings nur ein Auto ausgesondert werden musste. An der Vorqualifikation scheiterte Perry McCarthy. Die Poleposition ging an Riccardo Patrese, der erstmals in diesem Jahr schneller war als sein Teamkollege Nigel Mansell. Der Sieg auf dem Hungaroring ging an Ayrton Senna. Der Williams-Pilot Nigel Mansell beendete das Rennen als Zweiter und war damit in der Weltmeisterschaft schon nach elf von 16 Rennen uneinholbar zum ersten Mal Weltmeister.

### Großer Preis von Belgien
| Platz | Fahrer             | Team             | Zeit        |
| ----- | ------------------ | ---------------- | ----------- |
| 1     | Michael Schumacher | Benetton-Ford    | 1:36:10,721 |
| 2     | Nigel Mansell      | Williams-Renault | + 36,595    |
| 3     | Riccardo Patrese   | Williams-Renault | + 43,897    |
| PP    | Nigel Mansell      | Williams-Renault | 1:50,545    |
| SR    | Michael Schumacher | Benetton-Ford    | 1:53,791    |

Der Große Preis von Belgien auf dem Circuit de Spa-Francorchamps fand am 30. August 1992 statt und ging über eine Distanz von 44 Runden.
Das Brabham-Team trat zu dem Rennen nicht mehr an. Andrea Moda Formula wurde, nachdem der Teamchef im Fahrerlager wegen des Verdachts der Urkundenfälschung festgenommen worden war, von der weiteren Teilnahme an der Weltmeisterschaft ausgeschlossen. Damit war eine Vorqualifikation entbehrlich. Die Poleposition ging an den Weltmeister Nigel Mansell, gefolgt von Ayrton Senna und Michael Schumacher. Ligier-Pilot Érik Comas erlitt im Training einen schweren Unfall, weshalb er am Rennen nicht teilnehmen konnte. Das Rennen fand unter regnerischen Bedingungen statt. Die Führung wechselte mehrfach. Schumacher war der erste, der bei abtrocknender Strecke auf Slicks wechselte. Er übernahm kurz darauf die Führung, die er durch die Leistungsfähigkeit seiner Reifen, aber auch wegen technischer Defekte der beiden Williams-Autos zum Schluss auf eine halbe Minute ausbauen konnte. Schumacher gewann mit dem Großen Preis von Belgien erstmals einen Formel-1-Lauf.

### Großer Preis von Italien
| Platz | Fahrer             | Team             | Zeit        |
| ----- | ------------------ | ---------------- | ----------- |
| 1     | Ayrton Senna       | McLaren-Honda    | 1:18:15,349 |
| 2     | Martin Brundle     | Benetton-Ford    | + 17,050    |
| 3     | Michael Schumacher | Benetton-Ford    | + 24,373    |
| PP    | Nigel Mansell      | Williams-Renault | 1:22,221    |
| SR    | Nigel Mansell      | Williams-Renault | 1:26,119    |

Der Große Preis von Italien auf dem Autodromo Nazionale Monza fand am 13. September 1992 statt und ging über eine Distanz von 53 Runden.
Anlässlich des Rennens erklärte Nigel Mansell seinen Rücktritt von der Formel 1, nachdem er sich mit Frank Williams nicht über eine Verlängerung seines Vertrages hatte einigen können.
Der Große Preis von Italien war der letzte Formel-1-Lauf für das italienische Team Fondmetal Corse, das in der darauf folgenden Woche den Betrieb aus wirtschaftlichen Gründen einstellte. Beide Fondmetal-Fahrer konnten sich qualifizieren, beendeten das Rennen aber nicht. Die Poleposition ging an Nigel Mansell, dessen beste Runde eine halbe Sekunde schneller war als die Ayrton Sennas. Auf Startplatz drei stand Jean Alesi im Ferrari F92A. Im Rennen führte zunächst Mansell, der in Runde 20 plötzlich kurzfristig langsamer wurde und vom hinter ihm fahrenden Teamkollegen Riccardo Patrese überholt wurde. Mansell fiel später wegen eines Technikdefekts aus. Gegen  Ende hatte auch Patrese einen Defekt. Im Gegensatz zu Mansell konnte er aber zumindest das Rennen in deutlich langsamerer Weiterfahrt beenden. Er wurde dabei noch vom späteren Sieger Ayrton Senna, Martin Brundle, Michael Schumacher und Gerhard Berger überholt.

### Großer Preis von Portugal
| Platz | Fahrer         | Team             | Zeit        |
| ----- | -------------- | ---------------- | ----------- |
| 1     | Nigel Mansell  | Williams-Renault | 1:34:46,659 |
| 2     | Gerhard Berger | McLaren-Honda    | + 37,533    |
| 3     | Ayrton Senna   | McLaren-Honda    | + 1 Runde   |
| PP    | Nigel Mansell  | Williams-Renault | 1:13,041    |
| SR    | Ayrton Senna   | McLaren-Honda    | 1:16,272    |

Der Große Preis von Portugal auf dem Circuito do Estoril in Lissabon fand am 27. September 1992 statt und ging über eine Distanz von 71 Runden.
Nach dem Rückzug des Fondmetal-Teams waren nur noch 26 Fahrer zum letzten europäischen Lauf des Jahres gemeldet. Erstmals seit 1987 waren damit alle Fahrer, die sich gemeldet hatten, automatisch zur Rennteilnahme qualifiziert, sodass es im Qualifikationstraining nur noch um die Ermittlung der Reihenfolge im Starterfeld ging. In der ersten Startreihe standen wiederum die Williams-Piloten Nigel Mansell und Riccardo Patrese. Mansell gewann das Rennen vor Gerhard Berger und Ayrton Senna.

### Großer Preis von Japan
| Platz | Fahrer           | Team             | Zeit        |
| ----- | ---------------- | ---------------- | ----------- |
| 1     | Riccardo Patrese | Williams-Renault | 1:33:09,553 |
| 2     | Gerhard Berger   | McLaren-Honda    | + 13,729    |
| 3     | Martin Brundle   | Benetton-Ford    | + 1:15,503  |
| PP    | Nigel Mansell    | Williams-Renault | 1:37,360    |
| SR    | Nigel Mansell    | Williams-Renault | 1:40,646    |

Der Große Preis von Japan auf dem Suzuka International Racing Course fand am 25. Oktober 1992 statt und ging über eine Distanz von 53 Runden. Die Startaufstellung ergab sich aus den Ergebnissen des Freitagstrainings. Da es während des Samstagstrainings regnete, war im Vergleich zu den Ergebnissen vom Freitag keine Verbesserung der Rundenzeiten zu erwarten, sodass am Samstag lediglich fünf Fahrer Trainingsrunden absolvierten. Das Rennen gewann Patrese. Es war der sechste und letzte Sieg seiner Formel-1-Karriere. Nach Patrese liefen Gerhard Berger, Martin Brundle, Andrea de Cesaris und Jean Alesi ins Ziel. Der sechste Platz ging an Christian Fittipaldi, der hier den ersten Weltmeisterschaftspunkt seiner Formel-1-Karriere holte. Es war zugleich der erste und einzige Punkt für das Minardi-Team in dieser Saison.

### Großer Preis von Australien
| Platz | Fahrer             | Team             | Zeit        |
| ----- | ------------------ | ---------------- | ----------- |
| 1     | Gerhard Berger     | McLaren-Honda    | 1:46:54,786 |
| 2     | Michael Schumacher | Benetton-Ford    | + 0,741     |
| 3     | Martin Brundle     | Benetton-Ford    | + 54,156    |
| PP    | Nigel Mansell      | Williams-Renault | 1:13,732    |
| SR    | Michael Schumacher | Benetton-Ford    | 1:16,078    |

Der Große Preis von Australien auf dem Adelaide Street Circuit in Adelaide fand am 8. November 1992 statt und ging über eine Distanz von 81 Runden. Die Poleposition ging noch einmal an Nigel Mansell, hinter ihm starteten Ayrton Senna und Riccardo Patrese. Im Rennen führte zunächst Mansell, dicht gefolgt von Senna. Nach einem abrupten Bremsmanöver Mansells, dem Senna absichtliches Verzögern unterstellte, kollidierte Senna in der 18. Runde mit Mansell, woraufhin beide Fahrer ausfielen. In der Folgezeit wechselte die Führung mehrfach. Gerhard Berger gewann das Rennen.

## Weltmeisterschaftswertungen
Weltmeister wird derjenige Fahrer bzw. Konstrukteur, der bis zum Saisonende die meisten Punkte in der Weltmeisterschaft angesammelt hat. Bei der Punkteverteilung werden die Platzierungen im Gesamtergebnis des jeweiligen Rennens aller Rennen berücksichtigt. Die sechs erstplatzierten Fahrer jedes Rennens erhielten Punkte nach folgendem Schema:
| Platz  | 1  | 2 | 3 | 4 | 5 | 6 |
| Punkte | 10 | 6 | 4 | 3 | 2 | 1 |

### Fahrerwertung
| Pos. | Fahrer        | Konstrukteur        |     |     |      |      |      |      |      |     |      |      |      |     |     |     |     |     | Punkte |
| 01   | N. Mansell    | Williams-Renault    | 1   | 1   | 1    | 1    | 1    | 2    | DNF  | 1   | 1    | 1    | 2    | 2   | DNF | 1   | DNF | DNF | 108    |
| 02   | R. Patrese    | Williams-Renault    | 2   | 2   | 2    | DNF  | 2    | 3    | DNF  | 2   | 2    | 8*   | DNF  | 3   | 5   | DNF | 1   | DNF | 56     |
| 03   | M. Schumacher | Benetton-Ford       | 4   | 3   | 3    | 2    | DNF  | 4    | 2    | DNF | 4    | 3    | DNF  | 1   | 3   | 7   | DNF | 2   | 53     |
| 04   | A. Senna      | McLaren-Honda       | 3   | DNF | DNF  | 9*   | 3    | 1    | DNF  | DNF | DNF  | 2    | 1    | 5   | 1   | 3   | DNF | DNF | 50     |
| 05   | G. Berger     | McLaren-Honda       | 5   | 4   | DNF  | 4    | DNF  | DNF  | 1    | DNF | 5    | DNF  | 3    | DNF | 4   | 2   | 2   | 1   | 49     |
| 06   | M. Brundle    | Benetton-Ford       | DNF | DNF | DNF  | DNF  | 4    | 5    | DNF  | 3   | 3    | 4    | 5    | 4   | 2   | 4   | 3   | 3   | 38     |
| 07   | J. Alesi      | Ferrari             | DNF | DNF | 4    | 3    | DNF  | DNF  | 3    | DNF | DNF  | 5    | DNF  | DNF | DNF | DNF | 5   | 4   | 18     |
| 08   | M. Häkkinen   | Lotus-Ford          | 9   | 6   | 10   | DNF  | DNQ  | DNF  | DNF  | 4   | 6    | DNF  | 4    | 6   | DNF | 5   | DNF | 7   | 11     |
| 09   | A. de Cesaris | Tyrrell-Ilmor       | DNF | 5   | DNF  | DNF  | 14*  | DNF  | 5    | DNF | DNF  | DNF  | 8    | 8   | 6   | 9   | 4   | DNF | 8      |
| 10   | M. Alboreto   | Footwork-Mugen      | 10  | 13  | 6    | 5    | 5    | 7    | 7    | 7   | 7    | 9    | 7    | DNF | 7   | 6   | 15  | DNF | 6      |
| 11   | É. Comas      | Ligier-Renault      | 7   | 9   | DNF  | DNF  | 9    | 10   | 6    | 5   | 8    | 6    | DNF  | DNQ | DNF | DNF | DNF | DNF | 4      |
| 12   | K. Wendlinger | March-Ilmor         | DNF | DNF | DNF  | 8    | 12   | DNF  | 4    | DNF | DNF  | 16   | DNF  | 11  | 10  | DNF |     |     | 3      |
| 13   | I. Capelli    | Ferrari             | DNF | DNF | 5    | 10*  | DNF  | DNF  | DNF  | DNF | 9    | DNF  | 6    | DNF | DNF | DNF |     |     | 3      |
| 14   | T. Boutsen    | Ligier-Renault      | DNF | 10  | DNF  | DNF  | DNF  | 12   | 10   | DNF | 10   | 7    | DNF  | DNF | DNF | 8   | DNF | 5   | 2      |
| 15   | J. Herbert    | Lotus-Ford          | 6   | 7   | DNF  | DNF  | DNF  | DNF  | DNF  | 6   | DNF  | DNF  | DNF  | 13* | DNF | DNF | DNF | 13  | 2      |
| 16   | P. Martini    | Dallara-Ferrari     | DNF | DNF | DNF  | 6    | 6    | DNF  | 8    | 10  | 15   | 11   | DNF  | DNF | 8   | DNF | 10  | DNF | 2      |
| 17   | S. Modena     | Jordan-Yamaha       | DNQ | DNF | DNF  | DNQ  | DNF  | DNF  | DNF  | DNF | DNF  | DNQ  | DNF  | 15  | DNQ | 13  | 7   | 6   | 1      |
| 18   | C. Fittipaldi | Minardi-Lamborghini | DNF | DNF | DNF  | 11   | DNF  | 8    | 13   | DNQ |      |      |      | DNQ | DNQ | 12  | 6   | 9   | 1      |
| 19   | B. Gachot     | Venturi-Lamborghini | DNF | 11  | DNF  | DNF  | DNF  | 6    | DSQ  | DNF | DNF  | 14   | DNF  | 18* | DNF | DNF | DNF | DNF | 1      |
| 20   | A. Suzuki     | Footwork-Mugen      | 8   | DNQ | DNF  | 7    | 10   | 11   | DNQ  | DNF | 12   | DNF  | DNF  | 9   | DNF | 10  | 8   | 8   | 0      |
| 21   | JJ Lehto      | Dallara-Ferrari     | DNF | 8   | 8    | DNF  | 11*  | 9    | 9    | 9   | 13   | 10   | DNQ  | 7   | 11* | DNF | 9   | DNF | 0      |
| 22   | G. Morbidelli | Minardi-Lamborghini | DNF | DNF | 7    | DNF  | DNF  | DNF  | 11   | 8   | 17*  | 12   | DNQ  | 16  | DNF | 14  | 14  | 10  | 0      |
| 23   | M. Gugelmin   | Jordan-Yamaha       | 11  | DNF | DNF  | DNF  | 7    | DNF  | DNF  | DNF | DNF  | 15   | 10   | 14  | DNF | DNF | DNF | DNF | 0      |
| 24   | O. Grouillard | Tyrrell-Ilmor       | DNF | DNF | DNF  | DNF  | 8    | DNF  | 12   | 11  | 11   | DNF  | DNF  | DNF | DNF | DNF | DNF | DNF | 0      |
| 25   | U. Katayama   | Venturi-Lamborghini | 12  | 12  | 9    | DNQ  | DNF  | DNPQ | DNF  | DNF | DNF  | DNF  | DNF  | 17  | 9*  | DNF | 11  | DNF | 0      |
| 26   | P. Belmondo   | March-Ilmor         | DNQ | DNQ | DNQ  | 12   | 13   | DNQ  | 14   | DNQ | DNQ  | 13   | 9    |     |     |     |     |     | 0      |
| 27   | E.v.d. Poele  | Brabham-Judd        | 13  | DNQ | DNQ  | DNQ  | DNQ  | DNQ  | DNQ  | DNQ | DNQ  | DNQ  |      |     |     |     |     |     | 0      |
| 27   | E.v.d. Poele  | Fondmetal-Ford      |     |     |      |      |      |      |      |     |      |      | DNF  | 10  | DNF |     |     |     | 0      |
| 28   | E. Naspetti   | March-Ilmor         |     |     |      |      |      |      |      |     |      |      |      | 12  | DNF | 11  | 13  | DNF | 0      |
| 29   | N. Larini     | Ferrari             |     |     |      |      |      |      |      |     |      |      |      |     |     |     | 12  | 11  | 0      |
| 30   | D. Hill       | Brabham-Judd        |     |     |      | DNQ  | DNQ  | DNQ  | DNQ  | DNQ | 16   | DNQ  | 11   |     |     |     |     |     | 0      |
| 31   | J. Lammers    | March-Ilmor         |     |     |      |      |      |      |      |     |      |      |      |     |     |     | DNF | 12  | 0      |
| 32   | G. Tarquini   | Fondmetal-Ford      | DNF | DNF | DNF  | DNF  | DNF  | DNF  | DNF  | DNF | 14   | DNF  | DNF  | DNF | DNF |     |     |     | 0      |
| —    | A. Chiesa     | Fondmetal-Ford      | DNQ | DNF | DNQ  | DNF  | DNQ  | DNQ  | DNQ  | DNF | DNQ  | DNQ  |      |     |     |     |     |     | 0      |
| —    | R. Moreno     | Andrea Moda-Judd    |     |     | DNPQ | DNPQ | DNPQ | DNF  | DNPQ |     | DNPQ | DNPQ | DNQ  | DNQ |     |     |     |     | 0      |
| —    | A. Zanardi    | Minardi-Lamborghini |     |     |      |      |      |      |      |     | DNQ  | DNF  | DNQ  |     |     |     |     |     | 0      |
| —    | G. Amati      | Brabham-Judd        | DNQ | DNQ | DNQ  |      |      |      |      |     |      |      |      |     |     |     |     |     | 0      |
| —    | P. McCarthy   | Andrea Moda-Judd    |     |     |      | DNPQ | DNPQ | DNPQ |      |     | DNPQ | EX   | DNPQ | DNQ |     |     |     |     | 0      |

| Legende  | Legende            | Legende                                                          |
| Farbe    | Abkürzung          | Bedeutung                                                        |
| -------- | ------------------ | ---------------------------------------------------------------- |
| Gold     | –                  | Sieg                                                             |
| Silber   | –                  | 2. Platz                                                         |
| Bronze   | –                  | 3. Platz                                                         |
| Grün     | –                  | Platzierung in den Punkten                                       |
| Blau     | –                  | Klassifiziert außerhalb der Punkteränge                          |
| Violett  | DNF                | Rennen nicht beendet (did not finish)                            |
| Violett  | NC                 | nicht klassifiziert (not classified)                             |
| Rot      | DNQ                | nicht qualifiziert (did not qualify)                             |
| Rot      | DNPQ               | in Vorqualifikation gescheitert (did not pre-qualify)            |
| Schwarz  | DSQ                | disqualifiziert (disqualified)                                   |
| Weiß     | DNS                | nicht am Start (did not start)                                   |
| Weiß     | WD                 | zurückgezogen (withdrawn)                                        |
| Hellblau | PO                 | nur am Training teilgenommen (practiced only)                    |
| Hellblau | TD                 | Freitags-Testfahrer (test driver)                                |
| ohne     | DNP                | nicht am Training teilgenommen (did not practice)                |
| ohne     | INJ                | verletzt oder krank (injured)                                    |
| ohne     | EX                 | ausgeschlossen (excluded)                                        |
| ohne     | DNA                | nicht erschienen (did not arrive)                                |
| ohne     | C                  | Rennen abgesagt (cancelled)                                      |
| ohne     | keine WM-Teilnahme |                                                                  |
| sonstige | P/fett             | Pole-Position                                                    |
| sonstige | 1/2/3/4/5/6/7/8    | Punktplatzierung im Sprint-/Qualifikationsrennen                 |
| sonstige | SR/kursiv          | Schnellste Rennrunde                                             |
| sonstige | *                  | nicht im Ziel, aufgrund der zurückgelegten Distanz aber gewertet |
| sonstige | ()                 | Streichresultate                                                 |
| sonstige | unterstrichen      | Führender in der Gesamtwertung                                   |

### Konstrukteurswertung

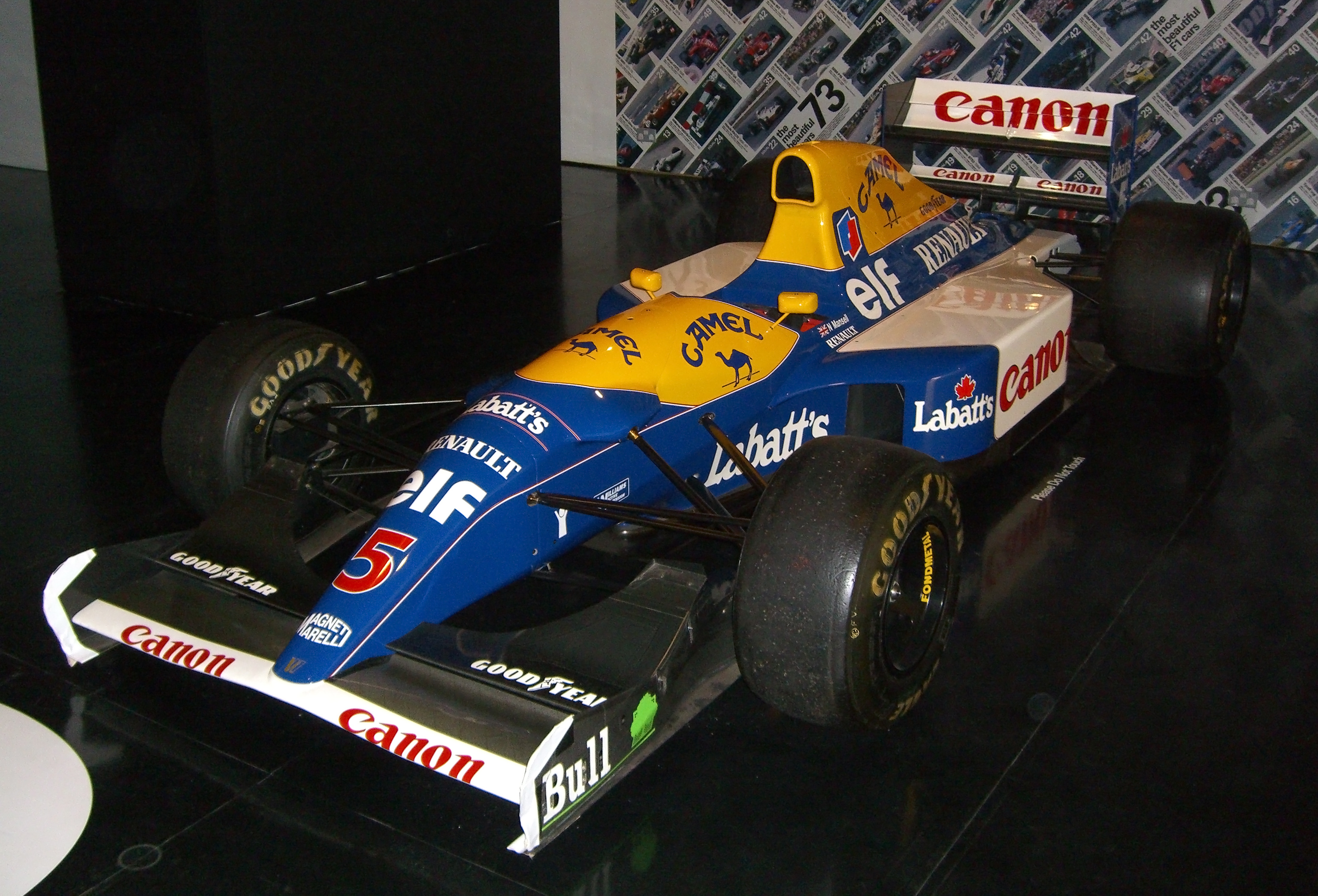
Willams FW14B Renault von 1992

| Pos. | Konstrukteur     | Punkte |
| ---- | ---------------- | ------ |
| 1    | Williams-Renault | 164    |
| 2    | McLaren-Honda    | 99     |
| 3    | Benetton-Ford    | 91     |
| 4    | Ferrari          | 21     |
| 5    | Lotus-Ford       | 13     |
| 6    | Tyrrell-Ilmor    | 8      |
| 7    | Footwork-Mugen   | 6      |
| 8    | Ligier-Renault   | 6      |

| Pos. | Konstrukteur        | Punkte |
| ---- | ------------------- | ------ |
| 9    | March-Ilmor         | 3      |
| 10   | Dallara-Ferrari     | 2      |
| 11   | Jordan-Yamaha       | 1      |
| 12   | Minardi-Lamborghini | 1      |
| 13   | Venturi-Lamborghini | 1      |
| 14   | Fondmetal-Ford      | 0      |
| 15   | Brabham-Judd        | 0      |
| —    | Andrea Moda-Judd    | 0      |